# 모질라 파이어폭스
모질라 파이어폭스(Mozilla Firefox)는 모질라 재단과 모질라 코퍼레이션이 개발하는 자유 소프트웨어 웹 브라우저로 윈도우, 리눅스, macOS, 안드로이드 그리고 iOS 및 iPadOS에서 실행할 수 있다. 이 브라우저는 2014년 2월 기준, 전 세계 웹 브라우저 시장 점유율 약 12%~22%를 차지하고 있으며 지역에 따라 두 번째나 세 번째로 가장 많이 쓰이는 웹 브라우저이다. 모질라에 따르면 전 세계 4억 5천만명 이상의 사용자가 있다고 한다. 특히, 인도네시아, 이란, 독일, 폴란드에서는 가장 인기 있는 웹 브라우저로 각각 55%, 46%, 43%, 41%의 시장 점유율을 기록하고 있다.
웹 페이지를 표시하기 위해 게코 레이아웃 엔진을 사용하며 웹 표준을 구현하고 있다. 탭 브라우징, 맞춤법 검사, 통합 검색, 라이브 북마크, 다운로드 관리자 등이 있다. 그리고 사용자가 원하는 검색엔진(대부분 지역에선 구글이 기본)을 사용할 수 있는 통합 검색 시스템이 있다.(안드로이드 기준. 검색바를 길게 누르면 검색 엔진을 직접 추가할 수 있다.)
제3자가 만든 부가 기능으로 기능을 추가할 수도 있다.

## 역사
데이브 하얏트와 블레이크 로스는 파이어폭스 프로젝트를 모질라 프로젝트의 실험적인 분파로서 시작하였다. 그들은 넷스케이프의 후원에서 비롯된 상업적인 요구와 개발자들의 무분별한 기능 추가가 모질라 브라우저의 효용성을 저해한다고 생각하였다. 그들은 모질라 스위트를 비대한 소프트웨어로 보았으며, 모질라 스위트를 대체하기 위한 목적으로 기능이 정제된 브라우저를 만들었다. 모질라 재단은 2003년 4월 3일에 개발의 초점을 모질라 스위트에서 파이어폭스(당시 피닉스)와 선더버드로 전환하는 계획을 발표하였다.
2010년 3월 22일, 윈도우 모바일 버전의 개발이 잠정 중단되었다. 이는 마이크로소프트의 네이티브 프로그램 불허 정책 때문이라고 한다.
파이어폭스 프로젝트는 여러 번 이름 변경을 겪었다. 원래는 피닉스(Phoenix)라는 이름이 붙었지만, 피닉스 테크놀로지(Phoenix Technologies)와 상표권 문제가 발생하여 이름을 변경하였다. 변경된 이름인 파이어버드(Firebird)는 파이어버드 자유 데이터베이스 소프트웨어 프로젝트로부터 격렬한 반발을 불러일으켰다. 모질라 재단은 이에 대한 응답으로 브라우저의 이름은 혼동을 피하기 위해 언제나 모질라 파이어버드라 불러야 한다고 하였다. 하지만 데이터베이스 서버 개발자 커뮤니티 측의 압박은 계속되었고, 결국 2004년 2월 9일 모질라 파이어폭스(줄여서 파이어폭스)로 이름이 변경되었다.
파이어폭스 프로젝트는 2004년 11월 9일 파이어폭스 1이 나오기까지 여러 버전이 발표되었다. 모질라 재단은 안정성과 보안 관련 문제점을 수정하여 2005년 11월 29일 첫 번째 주요 업데이트 버전인 파이어폭스 1.5를 출시하였으며, 파이어폭스 1.5.0.12를 끝으로 윈도우 95에 대한 공식 버전 지원이 중단되었다.
2006년 10월 24일에 파이어폭스 2를 발표하였다. 이 버전은 개선된 탭 브라우징 환경과 부가 기능 관리자, 개선된 그래픽 사용자 인터페이스, 찾기 및 검색과 소프트웨어 업데이트 엔진, 세션 복구 기능, 인라인 맞춤법 검사, 최초에 구글이 제공하는 확장 기능에 의해 기능이 제공되었고 나중에 프로그램 자체에 기능이 통합된 피싱 방지 기능 등이 포함되어 있다.
2007년 겨울에는 파이어폭스 라이브 챗이 론칭되었다. 이는 작동 보증시간과 근무시간 이후에 도움을 줄 수 있도록 자이브 소프트웨어가 제공하는 시스템을 이용해 사용자가 자원봉사자에게 질문할 수 있도록 허용한 것이다.
파이어폭스 2.0.0.20은 윈도우 NT 4.0, 윈도우 98과 윈도우 ME에서 수정없이 설치하고 사용할 수 있는 마지막 버전이다.
2008년 6월 17일에는 34개월의 작업을 끝마치고 수천가지 기능이 개선된 파이어폭스 3을 출시했다. 파이어폭스 3은 웹 페이지를 보여주기 위해 모질라 게코 레이아웃 엔진 버전 1.9를 사용한다. 이 버전은 많은 버그를 수정하고, 표준 준수성을 향상시켰으며 새로운 웹 API들을 적용했다. 그 밖에 새로 디자인된 다운로드 관리자, 북마크와 방문 기록을 저장하는 새 "Places" 시스템과 각 운영 체제별로 독립된 테마가 새로운 기능으로 포함되었다. 파이어폭스 3의 마지막 버전은 3.0.19이다.
파이어폭스 3의 첫 번째 베타 버전은 개발 일정이 늘어지는 중에도 몇 개월 이른 2007년 11월 19일에 나왔고, 이어지는 2008년 봄에 몇 번의 베타 버전이 공개되는 끝에 6월에 최종 버전이 출시되었다. 파이어폭스 3의 코드네임은 그랜 파라디소(Gran Paradiso)이다. 파이어폭스 3은 출시 직후 24시간 동안 800만이 넘는 고유 다운로드 기록으로 기네스 세계 기록에 오르기도 했다. 2008년 11월 전 세계 웹 브라우저 시장 점유율 20%를 돌파했다.
이후 출시된 버전의 주요 변경 사항은 다음과 같다.
- 버전 3.5: 2009년 6월 30일에 출시된 파이어폭스 3.5의 코드네임은 시레토코(Shiretoko)이다.[21][22] 개발 초기의 버전 넘버는 3.1이었으나, 후에 베타 4부터 3.5로 변경되었다.
- 버전 3.6: 2010년 1월 21일에 출시된 파이어폭스 3.6의 코드네임은 나모로카(Namoroka)이다.[23][24][25] 파이어폭스 3.6은 게코 렌더링 엔진 버전 1.9.2를 사용한다.
- 4.0: 2011년 3월 22일 파이어폭스 4의 안정판이 공개되었다.[26] 파이어폭스 4의 코드네임은 투무쿠마카이(Tumucumaque)이다.[27] 개발 초기의 알파 버전은 3.7을 썼었으나, 베타 버전부터 4.0으로 변경되었다.
- 버전 13.0: 새로운 기능이 새 탭과 기본 홈페이지에 도입되었다. 새 탭을 열면 가장 많이 방문한 페이지가 나타난다. 기본 홈페이지(about:home)는 즐겨찾기, 설정, 과거 방문 기록, 다운로드 관리자 등으로 바로가는 링크를 제공한다.[28]
- 버전 21.0: 새로운 모질라서가 탑재되었으며, 2013년 5월 14일에 출시된다.
- 버전 57.0: 이름이 파이어폭스퀀텀으로 바뀌면서 속도가 향상되었다.

### 파이어폭스 모바일
2010년 1월 28일에는 노키아의 마에모 운영 체제로서 모바일용인 코드네임 페넥(Fennec)이 나왔다. 모바일 파이어폭스 1.0은 파이어폭스 3.6의 게코 레이아웃과 동일한 것을 사용한다.

### 개발
2011년 4월 13일에 새로운 공개형 테스트 채널이 개설되었다. 명칭은 ‘오로라(Aurora)’로, 기존의 비공개형 테스트 채널(나이틀리, Nightly)과 공개형 테스트 채널(베타, Beta)의 중간 단계에 해당한다.
2017년 파이어폭스 및 모질라 재단은 오로라 프로젝트가 파이어폭스 베타(Beta)와 나이틀리(Nightly) 버전(채널)에 향후 흡수 및 중단 계획을 발표하였다. 이로써 2017년 6월12일부터 파이어폭스 55버전을 기점으로 나이틀리 빌드가 비공개형 테스트의 주요 개발자 에디션 채널을 담당하게 된다.

### 나이틀리
나이틀리(Nightly) 채널은 '홈 그로운 파이어폭스'(Home Grown Firefox)로 불리는 애칭에서처럼 브라우저 빌드가 보다 대중화되고 개발자 에디션에 대한 사용자 접근 용이성을 목표로 하는 모질라의 기술력의 결과를 잘 보여준다. 이러한  나이틀리(Nightly)버전은 콘솔(터미널)을 통해 구동되는 방식에서 샌드박스(sandbox)를 통한 강화된 보안 기술 및 디버그 등의 실시간 모니터링과 기술보완의 피드백을 위한 로그 등이 제공되고 있다.

## 주요 특징
- 탭 브라우징
- 팝업창 차단

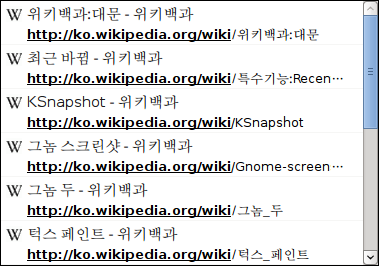
주소창 자동 완성 기능

- 방문한 웹 페이지 기록 저장, 주소창 자동 완성 기능
- 빠른 북마크 저장
- 확장 기능(파이어폭스 애드온) 추가 및 관리

확장 기능으로 기본적인 웹 브라우저에 여러 가지 추가 기능을 붙여 사용자 개개인의 편의대로 웹 브라우저를 사용할 수 있다. 너무 많은 확장 기능을 이용하면 웹 브라우저가 느려지는 단점이 있다.
- 동적인 테마의 전환

테마 기능이 있어 웹 브라우저의 모양을 바꿀 수 있다. 파이어폭스 3.6부터 페르소나를 자체 지원하여 선택의 폭이 더욱 확대되었다.
- 개인 정보 보호 및 보안
- 폼의 자동 완성 기능
- 빠르고 편리한 사이드바
- 툴바의 검색창
- 책갈피 그룹
- 캔버스 기능을 통해 2D/3D 그래픽 기능 브라우저에 내장
- SVG(Scalable Vector Graphic) 표준 브라우저 내장 기능으로 탑재
- CSS 2, CSS 3, 자바스크립트 1.6의 새로운 웹 표준 기능 지원
- 강화되고 빨라진 인터넷 속도
- HTML 5의 비디오 재생 및 음원 재생 지원 (일부)
- webRTC,webSocket 지원
- KS X 1001의 한글 채움 문자(0xA4D4) 지원.

## 파이어폭스의 기능
파이어폭스에서는 탭 브라우징, 맞춤법 검사, 통합 검색, 라이브 북마크, 통합된 다운로드 관리자, 단축키, 사용자가 원하는 검색 엔진을 사용할 수 있는 통합 검색 시스템이 있다.
파이어폭스에서 사용자가 확장 기능 및 테마를 맞출 수도 있다. 2010년 5월 기준 모질라는 1억 5000만 개 이상의 부가 기능을 addons.mozilla.org(AMO)를 통해 관리하고 있다.
파이어폭스는 웹 개발자들을 위한 에러 콘솔 또는 DCM 검사 또는 파이어버그 부가 기능같은 개발 도구들을 제공한다.

### 웹 표준
모질라 파이어폭스는 HTML, XML, XHTML, SVG 1.1 (일부), CSS3 (확장 포함, 일부), ECMAScript (자바스크립트), DOM, MathML, DTD, XSLT, XPath, PNG, APNG 이미지 등을 포함한 많은 웹 표준을 구현하고 있다. 또한 클라이언트 쪽의 저장소와 같은 WHATWG 그리고 캔버스 요소를 만드는 것을 제안했다.

### 이스터에그
모질라의 새 로고를 보면 본래의 회사명 'mozilla'를 일종의 도메인처럼 'moz://a'라 써 놓은 동태인데('i'는 ':'로, 'l' 2개는 '/'로 바꿔었다), 이를 실제 모질라 파이어폭스 도메인 창에 써 보면 최신버전의 Mozilla 선언문으로 이동된다.

## 성능
2005년 12월, '인터넷 위크'(Internet Week) 지는 기사에서 많은 독자들이 파이어폭스 1.5의 메모리 사용량이 높다고 보고했다. 모질라 개발자들은 파이어폭스 1.5의 많은 메모리 사용량은 적어도 부분적으로 새로 도입된 빠른 앞뒤로 기능 (FastBack) 때문이라고 밝혔다. 메모리 문제의 다른 알려진 문제는 구글 툴바와 애드블록 구버전 같이 잘못 동작하는 확장 기능, 구버전의 어도비 아크로뱃 리더같이 잘못 작동하는 플러그인 때문이다. PC 매거진이 파이어폭스 2, 오페라 9, 인터넷 익스플로러 7의 메모리 사용량을 비교했을 때, 그들은 파이어폭스가 나머지 두 브라우저보다 거의 두 배 정도 메모리를 사용한다는 것을 알아냈다.
Softpedia는 파이어폭스 1.5가 다른 브라우저보다 시작하는 데 더 오랜 시간이 걸린다고 밝혔는데, 이후의 속도 테스트에서 확인된다. IE6은 윈도우 XP에서 파이어폭스 1.5보다 더 부드럽게 실행되었는데 이는 많은 구성요소가 시스템 시작시에 이미 로드되었기 때문이다. 이 문제를 해결하기 위해 인터넷 익스플로러가 하는 것과 비슷하게 시스템 시작시에 파이어폭스의 구성 요소를 불러오는 프리로더가 만들어졌다.
PC world와 Zimba가 2006에, 파이어폭스 2는 인터넷 익스플로러 7보다 적은 메모리를 사용한다고 했다. 파이어폭스 3은 모질라, Cybernet, Browser world가 수행한 실험에서 인터넷 익스플로러 7, 오페라 9.50 베타, 사파리 3.1 베타, 파이어폭스 2보다 적은 메모리를 사용했다. 2009년 중반, Betnews는 파이어폭스 3.5를 벤치마킹했고 이 때 파이어폭스는 윈도우 XP에서 인터넷 익스플로러 7보다 거의 10배 더 빠르게 작동했다.
2010년 1월 Lifehacker는 파이어폭스 3.5, 3.6, 구글 크롬 4(안정 버전, 개발 버전), 사파라 4, 오페라(10.1 안정, 10.5 프리알파)의 성능을 비교했다. Lifehacker는 브라우저들이 페이지 로딩을 시작해서 마치는 데 얼마나 시간이 걸리는지(시스템 시작 직후 및 한번 구동된 이후 둘 다) 측정을 했고, 탭 9개를 한번에 띄우는 데 얼마나 시간이 걸리는지, 모질라의 Dromaeo 온라인 수트(애플의 SunSpider와 구글의 V8 테스트를 수행한 수트)를 이용해 자바스크립트 속도를 시험했고, 윈도우 7의 프로세스 매니저를 이용해 메모리 사용량을 측정했다. 파이어폭스 3.5와 3.6은 시스템 시작 시에 각각 다섯 번째, 여섯 번째로 빠른 브라우저이고, 탭 9개를 여는 데에는 3.5가 세번째, 3.6이 여섯번 째로 빠른 브라우저, 3.5는 여섯 번째, 3.6은 다섯 번 째로 자바스크립트 테스트에서 빠른 브라우저라고 결론내렸다. 그들은 또한 파이어폭스 3.5가 메모리 사용에서 가장 효율적이라고 결론을 내렸고, 그 다음은 파이어폭스 3.5라고 밝혔다.
2012년 2월, 톰의 하드웨어는 윈도우 7에서 크롬 17, 파이어폭스 10, 인터넷 익스플로러 9, 오페라 11.61, 사파리 5.1.2의 성능을 시험했다. 톰의 하드웨어는 테스트를 성능, 효율성, 안정성, 적합성의 네 범주로 요약했다. 성능 범주에서 그들은 HTML5, Java, 자바스크립트, DOM, CSS3, 플래시, 실버라이트, WebGL, 시작 시간과 로드 시간을 테스트했다. 성능 테스트에서 대부분의 범주에서 받아들일 만 하고 강력하다고 보여졌고, HTML5, HTML5 하드웨어 가속, 자바 부분에서 승리했으며 단지 CSS 성능에서만 약하다는 것을 보여줬다. 효율성 테스트에서, Tom's Hardware는 메모리 관리와 사용량을 테스트했다. 이 범주에서 파이어폭스는 적은 메모리 사용으로 동작하는 데에 있어서 유일하게 받아들일 만한 브라우저였다. 안정성 범주에서 파이어폭스는 적절한 페이지 로드에서 강력함을 보여주었다. 마지막 범주인 적합성에서, 파이어폭스는 자바스크립트와 HTML5에 강력한 적합성을 가지고 있음이 판별되었다. 결론적으로, Tom's Hardware는 파이어폭스를 윈도우 7을 위한 최고의 브라우저로 꼽았는데, 구글 크롬에 비해서 조금 더 좋은 것이다.
2013년 6월, Tom's Hardware는 다시 파이어폭스 22, 크롬 27, 오페라 12, 인터넷 익스플로러 10의 성능을 측정했다. 파이어폭스는 대기시간, 자바스크립트 수행 시간, HTML5/CSS3 랜더링, 하드웨어 가속 성능을 측정하는 성능 분야에서 다른 브라우저에 비해서 조금 성능이 좋았다. 파이어폭스는 메모리 효율성, 안정성, 보안, 표준 적합성과 같은 비성능 분야에서도 가장 높은 점수를 기록했다. Toms's Hardware는 성능 벤치마크에서 파이어폭스를 안전한 승자로 결론지었다.

2014년 1월, 파이어폭스 29, 구글 크롬 34, 인터넷 익스플로러 11의 메모리 사용량을 시험하는 벤치마크에서 파이어폭스는 상당한 탭이 열렸을 때 가장 적은 메모리 사용량을 기록했다.

## 라이선스
파이어폭스의 소스 코드는 자유 소프트웨어이고 대부분의 소스는 모질라 공용 라이선스(MPL)로 배포된다. 이 라이선스는 소스 코드를 누구나 볼 수 있고, 누구나 재생산할 수 있는 자유를 보장한다. 결과적으로 파이어폭스로부터 몇몇 대중적인 프로그램, Flock, Miro, Iceweasel, Songbird와 같은 프로그램이 파생되었다.
과거에는 파이어폭스는 단지 MPL 버전 1.1로만 배포되었다. 그래서 자유소프트웨어 재단은 라이선스가 허가한 약한 카피래프트에 대해 비판했다. 게다가 MPL 1.1로만 라이선스된 코드는 법적으로 GNU 일반 공용 허가서(GPL)과 호환되지 않는다. 이러한 관심 때문에, 모질라는 파이어폭스 대부분을 MPL 1.1, GPL 2.0, LGPL 2.1로 삼중 라이선스로 배포하게 된다. 이 재라이선싱 때문에 개발자들은 용도에 따라 라이선스를 택할 수 있게 되었다. cluding the possibility of proprietary derivative works) if they chose the MPL. However, on January 3, 2012, Mozilla released the GPL-compatible MPL 2.0, and with the release of Firefox 13 on June 5, 2012, Mozilla used it to replace the tri-licensing scheme.

## 비판과 문제점

### 구동 시간
대부분 파이어폭스가 구글 크롬이나 오페라보다 최초 로딩(Cold Start) 시간, 재 시작(Warm Start) 시간이 느리다는 지적을 한다. 다른 게코 기반 레이아웃 엔진을 사용하는 K-멜레온 같은 브라우저는 플랫폼에 종속적인 코드를 사용하여 파이어폭스보다 빠르게 불러들인다. 이 문제는 파이어폭스 3.5에서 악화되었으며 파이어폭스 3.6에서 많이 개선이 되었다.

### 메모리 사용량
2006년 이전까지는 파이어폭스가 빠른 앞으로/뒤로 기능, 잘못 동작하는 부가 기능과 플러그인 때문에 메모리 사용량이 상당히 많았다. 또한, 전통적인 멀티 탭 브라우저의 특성인 하나의 프로세서가 많은 페이지를 메모리에 저장하고 있음에 따른 문제도 있다. 파이어폭스를 포함한 전통적인 멀티 탭 브라우저는 프로세서 하나가 탭을 모두 관리하기 때문에 메모리 사용량이 아주 많은 프로세서가 나타난다. 그런데 사실 이것은 기존에 여러 개의 프로세서로 관리되던 것이 하나의 프로세서로 합쳐짐에 따른 착시적인 현상으로, 멀티 탭 브라우징과 메모리 사용량은 관계가 없다. 단적인 예로 멀티 탭 브라우저라도 구글 크롬과 같이 탭마다 개별 프로세서를 생성하는 경우 그런 메모리가 비대한 프로세서는 볼 수 없다. 하지만 점차적인 개선으로 인해 파이어폭스 5에서 메모리 관리 기능이 상당히 개선되었다. 특히 다중 탭을 사용하는 경우 뛰어난 메모리 관리 능력을 확인할 수 있다. 그리고 2014년 1월, 파이어폭스 29, 구글 크롬 34, 인터넷 익스플로러 11의 메모리 사용량을 시험하는 벤치마크에서 파이어폭스는 상당한 탭이 열렸을 때 가장 적은 메모리 사용량을 기록했다.

### 대한민국 웹사이트에서의 호환성
대한민국에서는 먼저 확산된 인터넷 익스플로러에 맞추어 웹 페이지가 제작되는 경우가 많아 ActiveX를 사용한 부가 서비스(보안, 저작권보호, 게임 런처 등)를 이용하기 힘들다.
모질라 한국커뮤니티에서는 2004년 웹 표준 포럼 보관됨 2017-06-30 - 웨이백 머신을 개설하여, 이를 개선하기 위한 다양한 토론 및 홍보 활동을 지속하였다. 운영자인 윤석찬의 주도로 반 액티브X 캠페인을 진행하며, 매년 웹 표준 가이드를 무료 제공하고, 김기창 교수와 함께 오픈 웹 소송에 참여하기도 하였다.
2009년 12월 알라딘, 2010년 1월 YES24 등 대한민국 내 유명 웹 기반 북스토어에서 오픈 웹을 기반으로 하는 파이어폭스 및 사파리 등 인터넷 익스플로러 이외의 브라우저에 결제 가능한 서비스를 출시하였다. 하지만 2010년 2월 YES24에서는 전자지불(PG)사의 사정으로 중단되었다.
이러한 호환성의 문제를 보완하기 위해 인터넷 익스플로러의 렌더링 방식으로 전환할 수 있는 IE Tab 2, Coral IE Tab과 같은 부가 기능이 등장했고, 이 부가 기능을 설치하면 ActiveX나 전자 결제 등의 문제를 해결할 수 있다. 다만 위에서 제시한 부가 기능들이 파이어폭스의 창 안으로 인터넷 익스플로러를 불러들이는 방식으로 작동하므로, 인터넷 익스플로러가 설치되어 있는 운영 체제에서만 작동하고 리눅스, 매킨토시 등 인터넷 익스플로러가 설치되지 않은 운영 체제를 사용할 경우 위의 부가 기능이 작동하지 않아 영구적인 해결책이라 보기는 어렵다.
한편, 모질라 한국커뮤니티에서는 웹 표준 기반 HTML5 암호화 및 인증서 기능을 탑재하기 위해 W3C 웹 크립토그래피 API를 제안하여, 표준 활동이 시작되었다.

### 파이어폭스와 한국어 위키백과
인터넷 익스플로러에서 유니코드 지원 문제가 원활하지 않으므로 초기의 한국어 위키백과의 발전에 어려움이 있었다. 이후 미디어위키 소프트웨어의 개선으로 문제가 해결되어 많은 윈도우 운영 체제 기반의 사용자들이 참여할 수 있게 되었다.
파이어폭스는 일부 위키백과 편집자들이 선호하는 브라우저로 Locationbar² 애드온은 주소창에서 유니코드가 글자로 보이지 않고 코드로 보이는 단점을 제거하여 위키백과 편집에 도움을 주게 되었다. 그러나 인터넷 익스플로러에서는 이와 같은 확장 기능이 없기 때문에 여전히 코드로 표현되고 있다. 이 문제는 파이어폭스 3에서 개선되어 유니코드를 글자 그대로 표현한다.

### 한글 입력 문제
입력기에 의존한 파이어폭스는 사용하는 한글에 대한 키 입력 이벤트를 적절하게 처리하지 못하고 있다. MS 윈도우 사용자는 한글 입력이 무시된다. 일례로 위키백과에서는 검색의 자동완성을 제대로 이용하기 어렵다. 질의어로 "위키백과"를 입력하는 동안 반응이 없으며 "위키백과 "와 같이 인식가능한 빈 공간이나 알파벳 등이 입력될 때 반응한다. 이러한 문제점에 웹 개발자는 다른 트릭을 써서 해결하고 있다.

### 동기화 데이터가 사라지는 현상
파이어폭스의 동기화 서비스는 저장시킨 동기화 데이터가 아무 이유도 원인도 알 수 없게 갑자기 사라져버리는 등 안정성이 극히 떨어지는 심각한 문제가 있다. 북마크 데이터를 동기화 기능으로 저장해둬도 시간이 지나면 동기화 로그인을 했을 때 데이터가 사라지고 없는 것을 발견할 수 있다.

### 기타 문제점
기본 암호를 정하지 않는 이상, 설정에서 어떤 보안장치도 없이 저장된 암호를 볼 수 있다.

## 채널 빌드
모질라 재단은 'Beta', 'Developer'(전 aurora), 'Nightly' 채널 등의 파이어폭스 개발자 빌드를 지원한다. 2015년 11월 기준으로, 파이어폭스 43이 Beta 채널에, 파이어폭스 44이 Developer 채널에, 파이어폭스 45가 Nightly 채널에 있다.

### 릴리즈 프로세스
파이어폭스는 나이틀리 버전과 그 브렌치(branch)인  베타 버전 그리고 또다시 그 브렌치(branch)인 정식버전 순으로 어어지는 타임라인을 갖는 트레인 모델(Train Model)로 불리는 지속성을 갖는 실용적인 릴리즈 프로세스를 가동하고 있다.

### 모바일
USB 플래시 드라이브같은 휴대용 기기에서 설치 없이 이용할 수 있는 휴대용 버전이 있다. 대표적으로, PortableApps.com에서는 파이어폭스의 휴대용 버전을 제공한다.

### 확장 지원(ESR)
확장 지원 버전(Extended Support Release, ESR)은 대량으로 설치하는 기업 등을 위한 버전으로, 일반 정기 출시 버전과 달리 일 년 단위로 새로운 기능을 추가하고 성능 향상을 하면서 그 일 년 동안에는 정기적이고 보다 장기적으로 보안 갱신을 유지하는 LTS 의미도 갖는다.

### 64비트
| 운영 체제 | 64비트 지원 유무 |
| --------- | ---------------- |
| 윈도우    | 지원함           |
| 맥 OS     | 지원함           |
| 리눅스    | 지원함           |

### 빌드
모질라 파이어폭스는 MS윈도우에서의 빌드시  비주얼스튜디오에서 크로미움과는 다르게 워크로드(Workloads)  C++ 리소스 설정에서 테스크탑개발(Desktop development)뿐만아니라 게임개발(Game development) 자원을 요구하지만  개별구성요소(Individual components)에서는 ATL만 요구하고 MFC라이브러리까지는 요구하지 않는다.

## 파이어폭스 퀀텀
|                                                                       |
| (예시) 파이어폭스 나이틀리(Nightly) 91 (퀀텀 엔진) , 시스템테마(자동) |

2017년 11월에 출시된 Firefox 57은 서보 구성 요소가 활성화된 초기 버전으로 잘알려져있다. Mozilla는 이것을 '파이어 폭스 퀀텀'(firefox  quantum)이라고 명명했다. 이후 퀀텀은  러스트(Rust)와 함께 게코 엔진 및 파이어폭스의 핵심 구성요소이자 기본 레이어를 이루고 있다. 2021년  6월1일 파이어폭스 (퀀텀) 89.0 버전 릴리즈는 지속적인 발전을 거듭한 CSS 병렬코어워킹이 구현된 Stylo 및 저전력 소비기술등의 게코(Gecko) 최적화 기술의 결정체를 표현하듯이 디자인면에서도 영감을 주는 플로우팅 탭(floating tab)등을 선보였다. 이는 사용자 경험과 성능 양 측면에서 미래기술에 한 걸음 더 다가선 지속적 개선의 작업물로 평가받을수있다.

## 콘솔
파이어폭스(Firefox)의 콘솔 터미널은 개발자 도구의 하나로 제공되며 디버그(debug)나 트레이서(tracer)등의 로그(log) 기능등에서 유용하다.
콘솔 창 오픈 단축키는 Ctrl + Shift + K를 제공한다.

## 위키백과 시각편집기와의 관계
위키백과 베타 중 시각편집기에서 공식적으로 지원하는 브라우저이다.

## 스크린샷

### 버전별 스크린샷

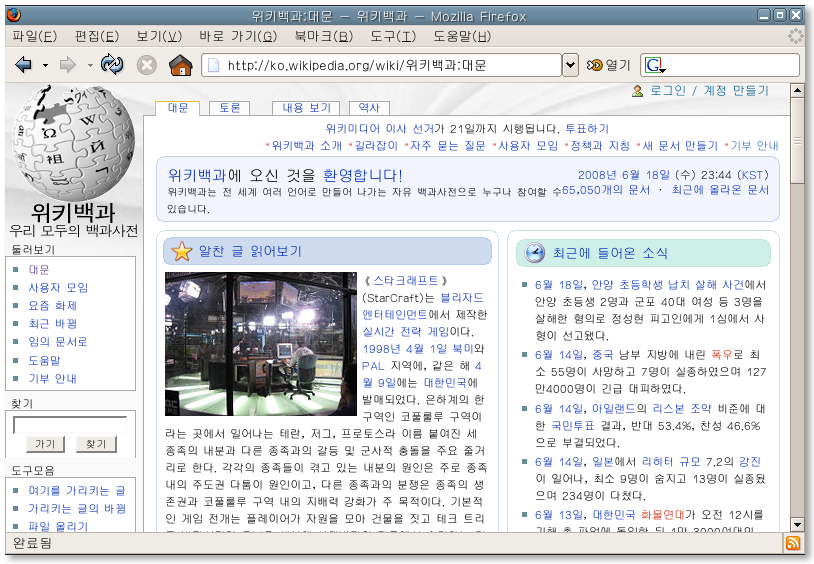
파이어폭스 1
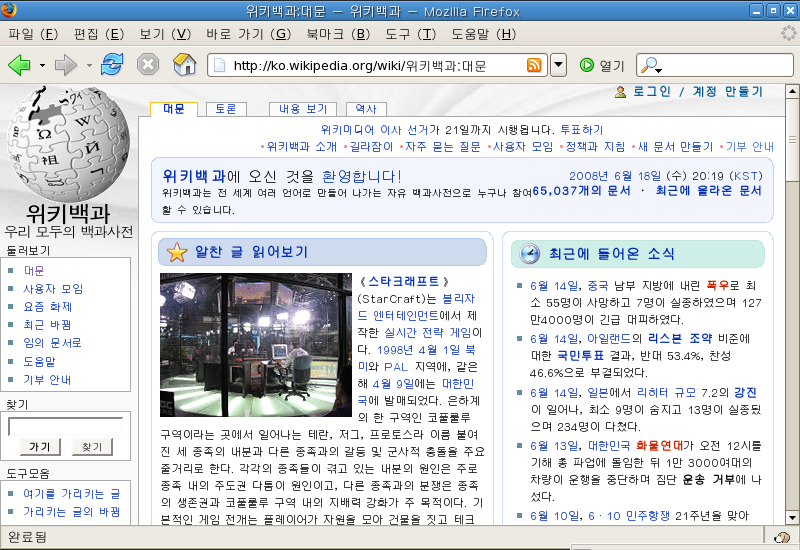
파이어폭스 1.5
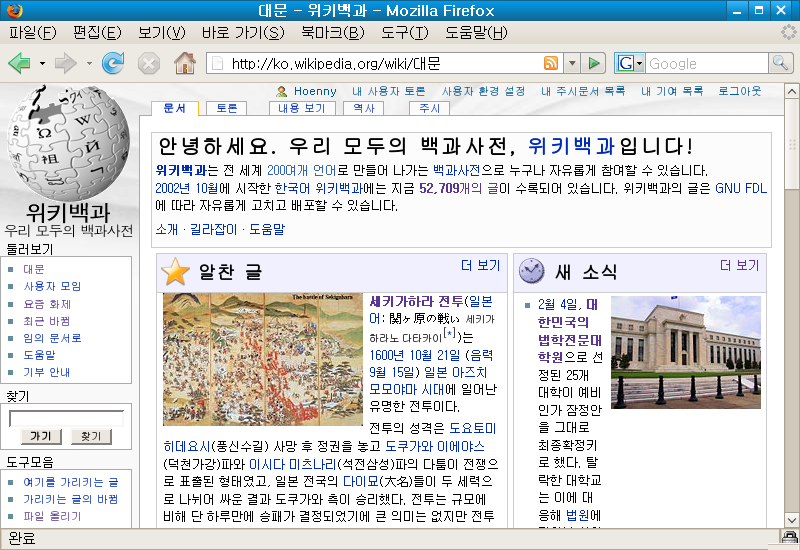
파이어폭스 2
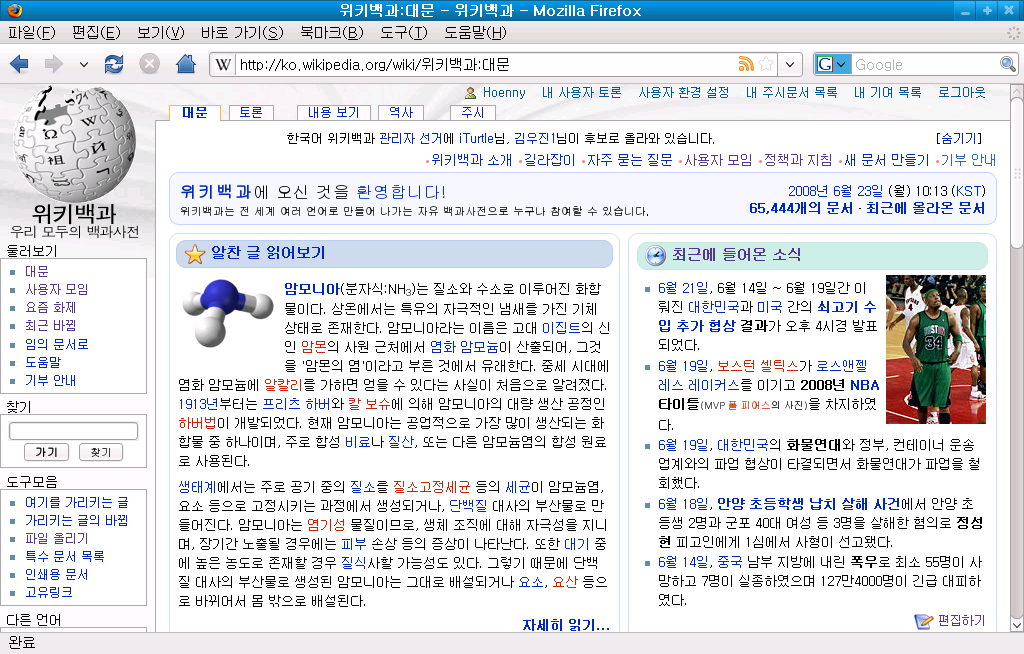
파이어폭스 3
파이어폭스 4
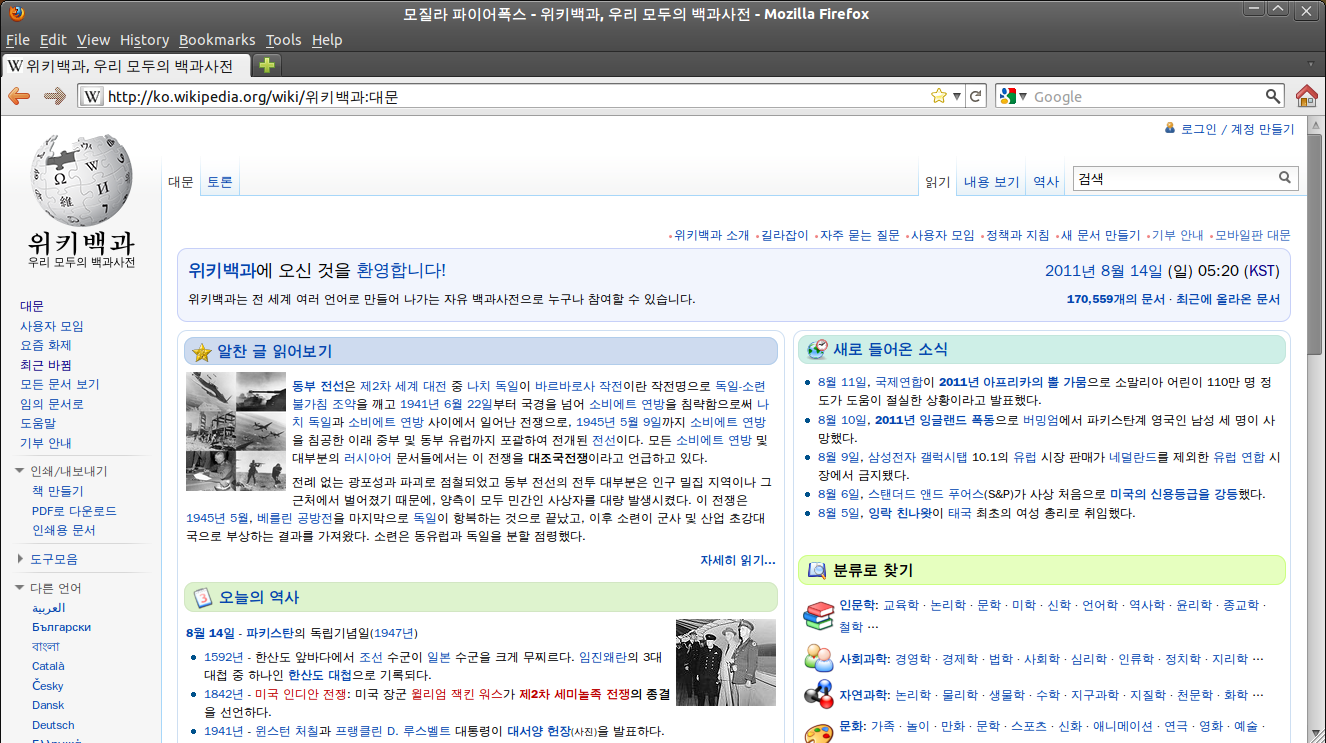
파이어폭스 5
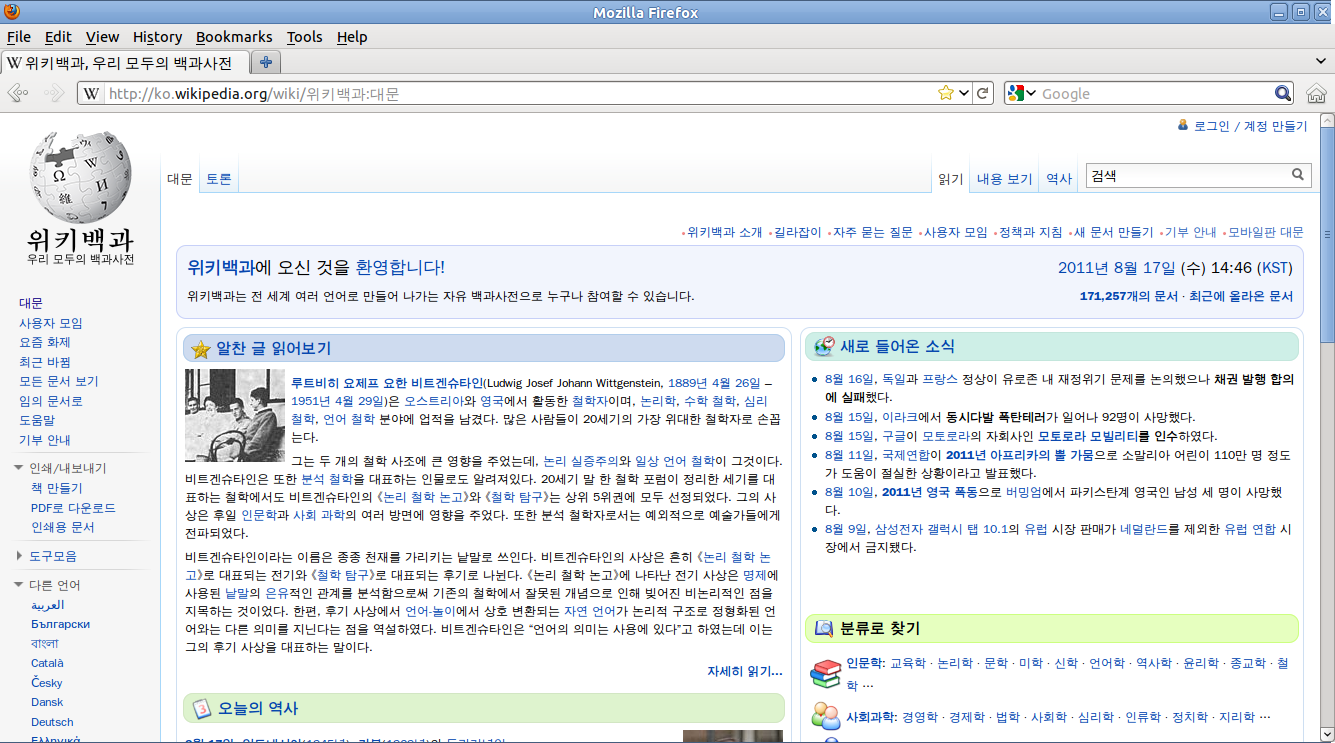
파이어폭스 6

### 파이어폭스 3 테마
파이어폭스 3의 인터페이스는 운영 체제마다 다른 모습을 보여 준다. 아래에 보이는 네 개의 스크린샷이 각 운영 체제에서의 기본 인터페이스이다.

## 파이어폭스 로고
파이이폭스 로고에 대한 역사적인 디자인 리소스뿐만 아니라 현재 로고 등 다양한 자료가 모질라 재단에 의해 관리되고 있다.

## 브라우저 에디터
HTML5를 지원하는 웹 브라우저의 특성상 <contenteditable>을 지원함으로  Data URI인  'data:text/html'을  통해서 편집기 구현이 가능하며 또한 보안 폴터인 다운로드 폴더에 저장이 가능하다.
다음은 HTML5를 지원하는 웹 브라우저를 간단히 편집기로 사용하는 주소창에서의 명령어 집합을 보여준다.
```
 data:text/html , <html contenteditable>
```

추가 기능으로 인스펙터(Inspector,단축키 crtl+shift+c)는 소스코드 편집(Edit as HTML)기능을 브라우저 에디터상에서도 지원한다. 이러한 개발자 도구들(web developer tools)은 브라우저 에디터가 안정된 웹에디터(Web disign editor)나 리치텍스트(rich text editor)를 구현할 수 있도록 해준다.

## 모질라서
모질라서(The Book of Mozilla)는 이스터에그의 한종류로 성경의 기술양식을 취하고 있는 다소 서사적인 맥락의 표현 구절들의 모음이다.

## 같이 보기
- 웹 브라우저 목록
- 모질라
- 모질라서
- 게코
- GNU 아이스위즐

### 관련 웹사이트
- 버그질라 : 모질라 소프트웨어와 관련된 모든 버그를 접수하여 처리하는 곳이다. 한국 모질라 포럼에서 버그를 대신해서 버그질라에 전달하기도 하지만 체계적인 버그 보고 시스템이 갖춰져 있지 않아서 보고 자체의 신뢰성이 떨어지며, 사용자가 버그를 버그질라에 직접 보고하는 경우 문제를 더욱 빠르게 해결할 수 있다.
- 바벨질라 : 영어로 된 확장 기능을 한글화하기 위해 누구나 번역에 참여할 수 있는 사이트이다. 확장 기능의 번역결과가 축적되어 있는 데이터베이스를 이용하여 빠르고 오역을 최소화해 한글화할 수 있다. 그리고 바벨질라 한국 포럼이 운영되고 있어서 한글화와 관련 번역 정보를 공유할 수 있다.